# Abel Silva
Abel Jorge Pereira da Silva est un footballeur portugais né le 21 août 1969 à Lisbonne. Il évoluait au poste de latéral droit.

## Carrière
- 1988-1990 :  Benfica Lisbonne
- 1990-1991 :  FC Penafiel
- 1991-1992 :  CS Maritimo
- 1992-1994 :  Benfica Lisbonne
- 1994-1995 :  Vitória Setubal
- 1995-1996 :  FC Felgueiras
- 1996-1997 :  SC Campomaiorense
- 1997-1998 :  Estoril-Praia
- 1998-2000 :  FC Alverca[1],[2]

## Palmarès
- Vainqueur de la Coupe du monde des moins de 20 ans en 1989 avec le Portugal U-20
- Champion du Portugal en 1994 avec le Benfica Lisbonne